# 万达酒店及度假村
万达酒店及度假村（英語：WANDA Hotels & Resorts，港股上市公司名为「萬達酒店發展」，港交所：0169），是中国万达集团旗下酒店设计、管理及运营业务的供应商。

## 历史
1996年，万达集团首家投资兴建的酒店在大连开业，正式涉足酒店行业。2007年6月，万达酒店建设有限公司成立。2012年，万达集团成立酒店管理公司、酒店设计研究院，开始负责自营酒店的设计、实际运营和管理。
2013年4月，萬達集團收购港股上市公司「恒力商業地產」，更名為「萬達商業地產（集團）有限公司」，实现借壳上市。2014年，更名為「萬達酒店發展有限公司」。2017年7月，万达集团出售文旅和酒店项目业权后，万达酒店设计研究院、酒店建设公司与酒店管理公司正式合并，组建了新的万达酒店及度假村。2017年8月，「萬達酒店發展」完成资产重组，成为万达酒店及度假村的上市平台。
2025年4月17日，同程旅行宣布收购万达酒店管理公司。

## 品牌
万达酒店及度假村旗下按等级分为万达瑞华、万达文华、万达嘉华、万达锦华、万达颐华、万达美华、万达悦华七大酒店品牌。会员体系为“万悦会”。
| 等级 | 品牌名                        | 定位             | 口号            |
| ---- | ----------------------------- | ---------------- | --------------- |
| 1    | 万达瑞华酒店（Wanda Reign）   | 顶级奢华酒店     | 至于此 心有荣焉 |
| 2    | 万达文华酒店（Wanda Vista）   | 豪华酒店         | 韵如是 心境自开 |
| 3    | 万达嘉华酒店（Wanda Realm）   | 高端酒店         | 知所需 心安为嘉 |
| 4    | 万达锦华酒店（Wanda Jin）     | 高端优选酒店     | 精似锦 自在纷呈 |
| 5    | 万达颐华酒店（Wanda Yi）      | 高端生活方式酒店 | 乐无限 颐然自得 |
| 6    | 万达美华酒店（Wanda Moments） | 中高端酒店       | 乐无限 尽享美刻 |
| 7    | 万达悦华酒店（Wanda Yue）     | 中端酒店         | 乐无限 纵享美聚 |

其他品牌包括高端酒店式公寓万达锦庭（Wanda Aracadia）、服务式公寓万达锦华（Paradiso）、民宿万达锦庐（Stonewood）。

## 連結
- 万达酒店及度假村官方网站 （页面存档备份，存于）
- Wanda-hotel.com.hk （页面存档备份，存于）